# Criotettix cliva
Criotettix cliva är en insektsart som beskrevs av Wei, S.-z., Z. Zheng och W.-a. Deng 2006. Criotettix cliva ingår i släktet Criotettix och familjen torngräshoppor. Inga underarter finns listade i Catalogue of Life.